# Kurt Franz
Kurt Hubert Franz (Düsseldorf, 17 gennaio 1914 – Wuppertal, 4 luglio 1998) è stato un militare tedesco, membro delle Schutzstaffel (SS) nazionalsocialiste. Fu l'ultimo comandante del campo di sterminio di Treblinka.

## Gioventù
Kurt Franz nacque in una famiglia di ceto medio nella città di Düsseldorf; suo padre era negoziante ed aveva una sorella. A dodici anni, dopo aver frequentato le scuole elementari, iniziò la scuola di cucina presso il ristorante Hirschquelle sempre a Düsseldorf, ma non diede l'esame finale.
Dopo sei mesi di militanza nel gruppo giovanile ultranazionalista Kyffhäuser-Jugend, nell'ottobre 1932 si iscrisse al Freikorps Stahlhelm, Bund der Frontsoldaten (Elmi d'acciaio, lega dei soldati del fronte) a Ratingen. In seguito svolse il servizio militare presso il VI Reggimento d'Artiglieria raggiungendo, dopo due anni, il ruolo di capocannoniere.

## Nelle SS
Terminato il servizio militare Franz s'iscrisse alle SS (n. 316 906) nell'ottobre 1937 e venne assegnato al SS-Totenkopfstandarte 3 Thüringen. Il Thüringen era uno speciale reggimento appartenente alle SS-Totenkopfverbände (Unità testa di morto) che espletavano il servizio di custodia presso i campi di concentramento (nello specifico il Thüringen era di stanza presso il campo di Buchenwald ove Franz iniziò la sua carriera). La carriera di Franz fu molto veloce ed egli divenne SS-Sturmmann (caporale) nel gennaio 1938, SS-Rottenführer (caporalmaggiore) nel novembre 1939 ed SS-Untersharführer (sergente) nel gennaio 1940.
Alla fine del 1939 Franz venne richiamato a Berlino presso la Cancelleria del Führer ed assegnato, in qualità di cuoco, al programma eugenetico Aktion T4. Tale progetto eugenico prevedeva la soppressione (o la sterilizzazione forzata) dei cittadini tedeschi che soffrivano di disturbi genetici o gravi malformazioni fisiche. Franz fu attivo (sempre come cuoco) presso i principali centri di morte del programma T4: Grafeneck, Sonnenstein, Hartheim e Brandeburgo.
Nel 1940 Franz si sposò, ma da questo matrimonio non nacquero figli; in compenso da altre quattro donne, ebbe quattro figli illegittimi. Nel 1941, terminato il programma Aktion T4 a causa delle proteste sollevate dal popolo tedesco, egli venne ritrasferito presso Buchenwald ed assegnato al reparto logistico delle SS del campo dove svolse probabilmente le funzioni di cuoco. Nel corso del 1941 venne ulteriormente promosso al grado di SS-Scharführer (sergente maggiore).
Il 20 aprile 1942 fu promosso al rango di SS-Oberscharführer (maresciallo) e trasferito prima a Lubiana e poi assegnato al campo di sterminio di Bełżec. Bełżec, insieme a Chełmno, Treblinka e Sobibór, fu uno dei campi dell'Operazione Reinhard costruiti in seguito alla conferenza di Wannsee (20 gennaio 1942) dove la dirigenza nazista fu messa al corrente della decisione di Hitler di porre in atto la cosiddetta soluzione finale della questione ebraica, ovvero lo sterminio sistematico del popolo ebraico in Europa operato in speciali campi progettati esclusivamente per questo scopo. I campi di sterminio, a differenza di quelli di concentramento, non prevedevano la permanenza di deportati ma esclusivamente il loro annientamento in tempi brevissimi (poche ore) se si escludono piccoli gruppi di deportati temporaneamente tenuti in vita per espletare le operazioni di cremazione, riuniti in unità di lavoro tristemente note come Sonderkommando.
Franz lavorò a Bełżec nuovamente come cuoco ed addestrò con particolare brutalità le guardie ucraine assegnate al campo. Nel corso della seconda guerra mondiale, infatti, le SS-Totenkopfverbände precedentemente addette alla sorveglianza dei campi, vennero nella quasi totalità inglobate nelle "SS Combattenti" o Waffen-SS e, a parte pochi specialisti come Franz, il ruolo di guardia fu affidato a volontari stranieri oppure a soldati non adatti al servizio di prima linea o in convalescenza.

## Treblinka
Nell'agosto (o settembre) 1942 Franz venne trasferito a Treblinka in qualità di responsabile delle guardie ucraine (lo stesso ruolo già ricoperto con particolare efferatezza a Bełżec) e raggiunse rapidamente i vertici della gerarchia, divenendo, di fatto, l'aiutante del comandante Franz Stangl.
Soprannominato dai deportati Lalke (termine yiddish per «bambola» a causa dei lineamenti infantili del volto) Franz fu conosciuto come uno dei più sadici e crudeli membri delle SS ed era temutissimo dai prigionieri per la sua bestialità e la tendenza alle uccisioni arbitrarie. Nel Processo di Düsseldorf negli anni 1964-1965, fu mostrato il suo album personale di foto del campo dove, a commento delle immagini di una gru a benna usata per il carico dei cadaveri sulle cataste per la cremazione, egli scrisse Schöne Zeiten (Bei tempi). Questa è la testimonianza rilasciata da Kurt Franz al processo di Treblinka e riportata da The Free Press, New York nel 1988:
Il 21 giugno 1943 Franz venne promosso ufficiale, probabilmente per meriti sul campo, e ottenne il grado di SS-Untersturmführer (sottotenente). Il 27 agosto 1943, dopo la sommossa che vide la fuga di circa 300 detenuti, molti dei quali furono però uccisi poco lontano, egli divenne comandante del campo di Treblinka. Fino al novembre 1943 sovraintese alle ultime operazioni di eliminazione e al totale smantellamento del campo, nel tentativo di nascondere completamente le tracce di quello che era avvenuto (Sonderaktion 1005): lo sterminio di 800 000-950 000 esseri umani. Tale dato rende Treblinka, dopo Auschwitz, il secondo campo per numero di vittime.
Successivamente Franz venne inviato a Trieste, come parte del personale dell'Operazione Reinhard, dove si distinse nuovamente per la sua brutalità nella lotta antipartigiana e nelle deportazioni degli ebrei sloveni e italiani.

## Dopoguerra
Al termine del conflitto Franz fu arrestato dalle forze statunitensi ma riuscì a fuggire e, tornato a Düsseldorf, esercitò, utilizzando il suo vero nome, il suo lavoro di cuoco. Nel 1959, mentre lavorava al ristorante Schmoller, venne nuovamente arrestato e dall'ottobre 1964 al settembre 1965 a Düsseldorf fu sottoposto a processo per i fatti relativi al campo di sterminio di Treblinka, insieme ad altri nove appartenenti alle SS del campo.
Il 3 settembre 1965 Franz venne condannato al carcere a vita per l'omicidio diretto di almeno 139 prigionieri e come complice nell'omicidio di almeno 300 000 ebrei. La condanna venne giudicata mite: Rudolf Höß, primo e storico comandante di Auschwitz, ed Adolf Eichmann, burocrate dell'Olocausto, processati, furono condannati a morte, non perché si fossero macchiati di alcun omicidio diretto, ma in quanto venne provata oltre ogni dubbio la loro responsabilità nell'organizzazione dell'Olocausto.
Rilasciato a causa dell'età avanzata e per problemi di salute a metà del 1993. Kurt Franz morì il 4 luglio 1998 in una casa di riposo per anziani a Wuppertal in Germania.

## Testimonianze
(Alexander Donat)
(Jankiel Wiernik)
(Jacob Jakubowicz)
(Henry Poswolski)
(Jacob Eisner)